# افسانه زنبورها
افسانهٔ زنبورها: رذایل خصوصی، منافع عمومی (به انگلیسی: The Fable of The Bees: or, Private Vices, Publick Benefits) کتاب فیلسوف اجتماعی انگلیسی-هلندی برنارد ماندویل است. این کتاب متشکل از شعر طنزآمیز کندوی شاکی: یا، Knaves turn'd Honest است که اولین بار بدون ذکر منبع در سال ۱۷۰۵ منتشر شد. بحثی در خصوص نثر در شعر، به نام «سخنان»؛ و مقاله‌ای که تحقیق و پژوهش دربارهٔ منشأ فضیلت اخلاقی محسوب می‌شد. در سال ۱۷۲۳ چاپ دوم آن همراه با دو مقالهٔ جدید منتشر شد.
ماندویل در داستان کندوی شاکی، جامعهٔ زنبورهای عسل را به تصویر می‌کشد که تا زمانی که زنبورهای عسل بخواهند با صداقت و فضیلت زندگی کنند، کندویشان رونق دارد. زمانی که آنها از تمایلشان برای کسب نفع شخصی صرف نظر می‌کنند، اقتصاد کندوی آنها فرو می‌پاشد و به زندگی ساده و «شرافتمندانه» در حفرهٔ درخت ادامه می‌دهند. اشاره ماندویل – به اینکه رذایل شخصی، منافع جمعی را خلق می‌کند – در واکنش عموم به این اثر، به‌ویژه پس از چاپ آن در سال ۱۷۲۳، جنجالی به پا کرد.
ای.جی. هوندرت معتقد است نظریهٔ اجتماعی ماندویل و فرض این کتاب این است که «جامعه معاصر، مجموعه‌ای از افراد خودخواه و منفعت‌طلب است که لزوماً نه به دلیل تعهدات مدنی مشترک و نه صداقت اخلاقی خود به یکدیگر پایبند هستند، بلکه برعکس به دلیل روابط ضعیف حسادت، رقابت و استثمار در کنار یکدیگرند». مندویل اشاره کرد که مردم به‌دلیل حمایت از عقاید سختگیرانه دربارهٔ فضیلت و رذایل منافق هستند، در حالی‌که آنها در زندگی خصوصی خود طبق این عقاید عمل نمی‌کنند. او مشاهده‌کرد که کسانی که علیه رذایل تبلیغ می‌کنند، هیچ‌گونه دلواپسی در مورد بهره‌مندی از آن در قالب ثروت کل جامعه خود ندارند و این همان چیزی است که ماندویل آن را نتیجه انباشته رذایل‌فردی (از قبیل تجملات، قمار و جنایت، که به نفع وکلا و سیستم قضایی بود) تلقی می‌کرد.
چالش ماندویل در برابر ایده محبوب فضیلت- که در آن تنها رفتارهای متواضعانه و عیسوی، پرهیزگاری بود - باعث بحث و مجادله‌ای شد که تا قرن هجدهم ادامه یافت و متفکران فلسفه اخلاق و اقتصاد را تحت‌تأثیر قرار داد. این افسانه، بر ایده تقسیم‌کار و رقابت آزاد (اقتصاد آزاد) تأثیر گذاشت، و فلسفهٔ سودمندگرایی به عنوان انتقاد از ماندویل و در دفاع از دیدگاه‌هایشان دربارهٔ فضیلت مطرح شد و آنها را نیز تغییر داد. اثر وی، متفکران اسکاتلندی روشنفکری مانند فرانسیس هاچسون، دیوید هیوم و آدام اسمیت را تحت‌تاثیر قرار داد.

## تاریخچهٔ انتشار
پیدایش افسانهٔ زنبورها از انتشارات بدون منبع ماندویل از شعر کندوی شاکی: یا، Knaves Turn'd Honest بود که در ۲ آوریل سال ۱۷۰۵ به‌صورت کاغذهای چاپ شده رحلی به ارزش شش پنس منتشر شد و با سرقت ادبی به مبلغ نیم پنی نیز فروخته شد. در سال ۱۷۱۴، این شعر در داستان افسانه زنبورها گنجانده شد: یا، رذایل نهایی، منافع عمومی، همچنین با عنوان ناشناس منتشر شد. این کتاب شامل تفسیر، تحقیق دربارهٔ منشأ فضیلت اخلاقی و بیست «تذکر» بود. نسخه دوم آن در سال ۱۷۲۳ به ارزش پنج شیلینگ فروخته شد که شامل دو قسمت جدید بود: مقاله‌ای دربارهٔ «نیکوکاری و مدارس خیریه» و «بررسی ماهیت جامعه». این نسخه، بیشترین شیفتگی و معروفیت را به خود جلب کرد. با شروع نسخه ۱۷۲۴، ماندویل یک «دفاعیه» را، به عنوان پاسخی به منتقدان خود اضافه کرد که اولین بار در مجله لندن منتشر شد. بین سالهای ۱۷۲۴ و ۱۷۳۲، نسخه‌های دیگری با تغییراتی که تنها به سبک، تغییرات جزئی در متن، و چند صفحه جدید از مقدمه محدود می‌شد، منتشر شد. طی این دوره، ماندویل بر روی «قسمت دوم» فعالیت می‌کرد که شامل شش گفتگو بود و در سال ۱۷۲۹ با عنوان «افسانه زنبورها. قسمت دوم. نوشته‌شده توسط نویسنده اول» منتشر شد.
ترجمه فرانسوی آن در سال ۱۷۴۰ منتشر شد. این ترجمه که توسط سوئیس جی. برتراند انجام‌شده بود، به متن اصلی آن وفادار نبود. به عقیده کای، این «یک برداشت‌آزاد بود که در آن از عنصر طنزآمیز در نوشته ماندویل کاسته‌شده بود». در این زمان، ادبیات فرانسه با ترجمه ژوستوس ون افن از کتاب «اندیشه‌های آزاد دربارهٔ مذهب، کلیسا و خوشبختی ملی»، با ماندویل آشنا شد. آنها همچنین رسوایی این افسانه در انگلیس را پیگیری کرده‌بودند. این کتاب به ویژه بین سال‌های ۱۷۴۰ و ۱۷۷۰ در فرانسه محبوب شده بود. این کتاب، ژان فرانسوا ملون و ولتر را که مجبور بودند بین سال‌های ۱۷۲۶ تا ۱۷۲۹ در انگلیس کار کنند تحت‌تاثیر قرار داد و برخی از ایده‌های آن در شعر ۱۷۳۶ لومدن (۱۷۳۶) منعکس شد. ترجمه آلمانی آن اولین بار در سال ۱۷۶۱ چاپ شد.
اف.بی. کای در ویرایش خود در سال ۱۹۲۴، که براساس مقاله خود در کالج ییل بود و از طریق Clafordon Press دانشگاه آکسفورد منتشرشد، تفسیرهای گسترده و انتقادهای متنی را گنجاند. علاقه مجدد به این افسانه، که محبوبیت آن در قرن نوزدهم کم رنگ شده بود، افزایش یافت. نسخه کای، «الگوی آن چیزی بود که یک نسخه کاملاً تفسیر شده باید باشد» و هنوز هم برای مطالعات مندویل اهمیت دارد و در سال ۱۹۸۸ توسط صندوق آزادی آمریکا تجدیدچاپ شد.

## خلاصه داستان

### شعر
کندوی شاکی :یا ،Knaves turn'd Honest (1705) در دوبیتی‌های شعر بد هشت هجایی در بیش از ۴۳۳ سطر ارائه شده است. به عقیده ماندویل، این تفسیر شخصی در مورد جامعه معاصر انگلیس بود. جان مینارد کینز، اقتصاددان، این شعر را "اوضاع هولناک یک جامعه مرفه توصیف کرد که همه شهروندان آن ناگهان رها کردن زندگی لوکس و کاستن دولت از تسلیحات‌جنگی در راستای امنیت را در سر می‌پرورانند و اینگونه آغاز می‌شود:
«کندو» فروپاشیده اما مرفه است، با این وجود از فقدان فضیلت شکایت می‌کند. یک قدرت مافوق تصمیم می‌گیرد آنچه می‌خواهند در اختیارشان قرار دهد:
این به از دست‌رفتن سریع شکوفایی منجر می‌شود، با این وجود کندویی که به‌تازگی شرافتمند شده است
به آن اهمیت نمی‌دهد:
شعر در یک عبارت معروف به پایان می‌رسد:

### مدارس خیریه
ماندویل در نسخه سال ۱۷۲۳، مقاله‌ای در خصوص نیکوکاری و مدارس خیریه به آن افزود. او از مدارس خیریه که برای آموزش فقرا طراحی شده‌بود و با این کار فضیلت را به تدریج در آنها القا می‌کرد انتقاد کرد. ماندویل با این عقیده که تعلیم و تربیت، افراد را به فضیلت تشویق می‌کند مخالف بود زیرا او معتقد بود که خواسته‌های شیطانی فقط در فقرا وجود ندارد. بلکه افراد تحصیل‌کرده و ثروتمندان زیادی را دیده‌بود که بسیار حیله‌گرتر بودند. ماندویل معتقد بود که آموزش فقرا تمایل آنها را به مادی‌گرایی افزایش می‌دهد، اهداف تعلیم و تربیت را با شکست مواجه می‌کند و برآورده‌کردن خواسته‌های آنها را دشوارتر می‌کند.
در آن زمان، این کتاب که ننگین و جنجال‌برانگیز محسوب می‌شد، به عنوان حمله به فضایل دین مسیحی معرفی شد. چاپ آن در سال ۱۷۲۳ برخلاف نسخه‌های قبلی آن موجب رسوایی شدید شد و در طول قرن هجدهم در میان ادیبان منجر به بحث و گفتگو شد. محبوبیت نسخه دوم به ویژه در سال ۱۷۲۳ به فروپاشی حباب دریای جنوبی چند سال پیش از انتشار آن نسبت داده‌شد. برای آن دسته از سرمایه‌گذارانی که اموال خود را در این فروپاشی که ناشی از کلاهبرداری بود از دست داده بودند، اظهارات ماندویل دربارهٔ رذایل‌فردی از منافع عمومی محسوب می‌شد که آزاردهنده بود.
در میان سایرین، فیلسوف جورج برکلی و کشیش ویلیام لاو به شدت با این کتاب مبارزه کرد. برکلی در دومین مصاحبه در خصوص اثرش با نام Alciphron (1732) به این موضوع تاخت. پس از انتشار نسخه آن در سال ۱۷۲۳، هیئت منصفه اعظم بلوک میدل سکس از آن با عنوان یک اثر دردسرساز یاد کرد و اعلام کرد که هدف این افسانه "زیر پا گذاشتن دین و فضیلت است و برای جامعه، زیان‌بخش است و به ضرر دولت است" و توصیه به زندگی لوکس، آزمندی، غرور، و همه رذایل، به عنوان ضروریات رفاه عمومی است، و نه تمایل به نابودی قانون اساسی". ماندویل در بلاغت سخنرانی، تأثیر جامعه را برای اصلاح رفتار مشاهده کرد. این کتاب در "مجله لندن" نیز نکوهش شد.
نویسندگان دیگر به این افسانه حمله‌کردند، که خصوصاً یکی از آنها آرچیبالد کمپبل (۱۶۹۱–۱۷۵۶) خالق اثر Aretelogia بود. فرانسیس هاچسون نیز ماندویل را محکوم کرد و در ابتدا این افسانه را "غیر قابل دفاع و تکذیب‌ناپذیر" خواند، اظهارنظر در خصوص آن بسیار یاوه است. هاچسون استدلال کرد که در "محبت به همنوعان"، و نه در لذت‌طلبی جسمانی، لذت وجود دارد. او همچنین از ایده تجمل‌گرایی ماندویل که عقیده داشت به مفهوم فضیلت توأم با سخت‌گیری شدید وابسته است، انتقاد کرد. اقتصاددان معاصر، جان مینارد کینز خاطرنشان کرد که "تنها یک نفر اظهارنظر خوبی در قبال آن داشته است، که او جانسون است. جانسون اعلام کرد این حرف او را متحر نکرد، بلکه" چشمانش را به‌شدت به زندگی واقعی باز کرد ".
این کتاب تا سال ۱۷۴۸ به دانمارک رسید، و در آنجا نویسندهٔ اسکاندیناوی‌الاصل آن دوره، لودویگ هولبرگ (۱۶۸۴–۱۷۵۴)، انتقاد جدیدی از این افسانه مطرح کرد – انتقادی که بر "ملاحظات اخلاقی یا تعصبات و عقاید مسیحیت" متمرکز نبود. هولبرگ، درعوض، تصورات ماندویل را در مورد ایجاد یک جامعه خوب یا شکوفا موردبحث قرار داد: "او این پرسش را مطرح کرد که آیا جامعه‌ای که شهروندان آن ثروت زیادی می‌اندوزند که متعلق به آنهاست و می‌توانند از آن استفاده کنند درحالی‌که دیگران در عمیق‌ترین شرایط فقر به سر می‌برند را می‌توان مجلل نامید. این شرایط‌عمومی در تمام شهرهای به اصطلاح درحال شکوفایی است که به جواهرات تاج زمین مشهور است. " هولبرگ با ارائه مثالی از اسپارتا، دولت-شهر باستانی یونان-، ایده ماندویل در مورد ماهیت انسان را - که معتقد بود از این دولت‌های نابرابر نمی‌توان اجتناب‌کرد زیرا انسانها دارای خلق‌وخوی حیوانی یا مفسدانه هستند-رد کرد. گفته می‌شود مردم اسپارتا آرمان‌های سختگیرانه و فاقد مادی‌گرایی داشتند و هولبرگ نوشت که اسپارتا به دلیل برخورداری از این نظام فضیلت، شهری قدرتمند بود: "این شهر از ناآرامی‌های داخلی در امان بود زیرا هیچ‌گونه ثروت مادی وجود نداشت که موجب اختلاف و نزاع شود. این شهر به‌خاطر بی‌طرفی و عدالت خود مورد احترام و افتخار بود. این شهر به دلیل عدم‌پذیرش فرمانروا به‌سادگی بر سایر قسمت‌های یونان تسلط یافت".
ژان-ژاک روسو در مورد افسانه در صحبت‌های خود دربارهٔ مبدأ و مبانی نابرابری در میان انسان‌ها (۱۷۵۴) چنین اظهار نظر کرد:
ماندویل بسیار خوب احساس می‌کرد که اگر طبیعت در راستای حمایت از عقل به آنها ترحم نمی‌کرد، هرگز با وجود تمام اخلاقیات خود، چیزی جز هیولا نبودند. اما او در نظر نگرفت که تمامی فضایل اجتماعی که می‌خواست در انسان‌ها زیر سؤال ببرد به تنهایی از این ویژگی، سرچشمه می‌گیرد. در حقیقت، به‌طور کلی برای نژاد انسان، سخاوت، عفت، انسانیت، اگر ترحم نسبت به افراد ضعیف نیست، چیست؟
در قرن نوزدهم، لزلی استیفن، در حال نوشتن برای فرهنگ‌نامهٔ بیوگرافی ملی گزارش داد که "مندویل با این کتاب، که در آن با استفاده از پارادوکس‌های مبتکرانه، سیستم اخلاقی بدبینانه را جذاب جلوه داده، جرم بزرگی را مرتکب شده است … آموزهٔ وی مبنی بر اینکه رونق کار با هزینهٔ بیشتر به جای پس‌انداز افزایش می‌یابد، با بسیاری از نظریات اقتصادی فعلی که هنوز منقرض نشده‌اند، در تقابل است. او با فرض اینکه از نظر زهد خواسته‌های انسان اساساً شیطانی هستند و بنابراین باعث ایجاد «رذایل خصوصی» می‌شوند و از سوی دیگر با فرض این دیدگاه معمول که ثروت «یک منفعت عمومی است»، به راحتی نشان داد که تمام تمدنها حاکی از توسعهٔ تمایلات شرورانه است.

## تحلیل و بررسی
به عنوان یک هجو، این شعر و تفسیر آن به ریاکاری افرادی اشاره می‌کند که ایده‌های فضیلت را منتشر می‌کنند در حالی که کارهای خصوصی آنها رذیلت است. تا درجه‌ای که تعاریف «سختگیرانه» مندویل از فضیلت و رذیلت توسط عالمان در کل جامعهٔ انگلیس دنبال و مورد بحث قرار گرفت.
کای پیشنهاد می‌کند که دو مفهوم مربوط به رذیلت نقش اساسی را در فرمول مندویل بازی می‌کنند. مسیحیت تعلیم می‌داد که یک عمل فضیلت‌آمیز غیرخودخواهانه است و فلسفهٔ دیئیسم پیشنهاد می‌کرد که استفاده از منطق و دلیل فضیلت‌آمیز است زیرا طبیعتاً حقیقت کلامی را نشان می‌دهد. مندویل به دنبال اعمال فضیلت عمومی بود و نمی‌توانست آنها را پیدا کند، اما مشاهده کرد که برخی اقدامات (که پس از آن باید رذایل باشد) منجر به نتایج مفیدی در جامعه به عنوان مثال منجر به رفاه یک کشور می‌شود. این پارادوکس مندویل بود، همان‌طور که در زیرنویس کتاب آمده بود: «رذایل شخصی، مزایای عمومی».
مندویل به طبیعت انسان علاقه داشت و نتیجه‌گیری‌های وی در مورد آن برای اروپاییان قرن هجدهم افراطی و پر از جنجال بود. او انسان‌ها و حیوانات را اساساً یکسان می‌دید: در حالت طبیعی هر دو مطابق احساسات یا غریزهٔ اصلی خود رفتار می‌کنند. اگرچه انسان از این نظر متفاوت بود که می‌توانست یاد بگیرد که رفتار خود را از چشم دیگران دیده و اگر پاداش اجتماعی برای این کار در نظر گرفته شود، رفتار خود را اصلاح کند. در این دیدگاه مندویل از روشی نوشت که غریزه‌های خودخواهانهٔ «انسان وحشی» توسط سازمان سیاسی جامعه سرکوب شده است. وی استدلال کرد کسانی که انگیزه‌های خودخواهانه دارند برایشان خوب است که رفتارهای نیکوکارانه را به دیگران تبلیغ کنند:
((پس از آن بیشتر از بقیه، علاقه بدترین افراد در بین آنها این است که فضیلت عمومی را تبلیغ کنند، تا میوه زحمت و انکار دیگران را بگیرند و در عین حال با کمترین مزاحمت، همه چیز را برای اشتهای خود فراخوانند، که این رذیلت است که بدون توجه به دیگران، انسان متعهد شود که اشتهای خود را برآورده کند؛ اگر در آن اقدام کمترین وابستگی مشاهده شود، ممکن است برای هر یک جامع‌های آسیب‌زا باشد یا خود را برای دیگران برای همیشه بی‌استفاده کند.
و نام فضیلت را برای هر عملکردی بگذاریم، که به موجب آن انسان، برخلاف طبیعت ذاتی خود، باید به نفع دیگران، یا تسخیر احساسات خود به دلیل جاه طلبی منطقی بودن خوب باشد))
از نظر منتقدان به نظر می‌رسید که مندویل در حال ارتقای مفهوم رذیلت است، اما این قصد او نبود. وی گفت که می‌خواهد «لباس مبدل مردان ماهر» را بیرون بکشد و «رشته‌های پنهان» را که رفتار انسان را هدایت می‌کنند، فاش کند. با این وجود وی به عنوان «مدافع مدرن لیسانسیه» شناخته می‌شد و صحبت در مورد «رذایل شخصی» و «منافع عمومی» در بین افراد تحصیل‌کردهٔ انگلستان معمول بود.

### از نظر ادبیات
عنوان ادبیات کمتر به استدلال مندویل به خصوصیات ادبی کتاب او توجه شده است. کای این کتاب را «دارای چنین لیاقت ادبی فوق‌العاده‌ای» خواند اما تفسیر خود را بر پیامدهای آن در فلسفهٔ اخلاق، اقتصاد و فایده‌گرایی متمرکز کرد. هری ال جونز در سال ۱۹۶۰ نوشت که افسانه «اثری است که از نظر ادبی، شایستگی کمی یا هیچ ارزشی ندارد؛ یک شعر ضعیف، خالص و ساده است و جای هیچ بحثی در مورد آن جنبه‌های فرم که می‌توان هنر را به عنوان هنر طبقه‌بندی کرد، ندارد».

### دیدگاه‌های اقتصادی
امروزه به‌طور کلی ماندویل به عنوان یک اقتصاددان و فیلسوف جدی شناخته می‌شود. جلد دوم وی از داستان افسانهٔ زنبورها در سال ۱۷۲۹ مجموعه‌ای متشکل از شش گفتگو بود که در مورد دیدگاه‌های اقتصادی-اجتماعی وی توضیحاتی ارائه می‌داد. ایده‌های وی در مورد تقسیم کار برگرفته از عقاید ویلیام پتی بوده و مشابه عقاید آدام اسمیت است. مندویل می‌گوید:
هنگامی که روزی مردانی و بقیه به سرعت می‌آیند
که با قوانین نوشته شده در صلح روزگار می‌گذرانند.
اکنون ممکن است اموال و ایمنی زندگی و سلامت جسم تأمین شود:
این طبیعتاً عشق به صلح را گسترش داده و باعث توسعه آن می‌شود.
هیچ‌کسی نیست جز در آرامش
و هیچ‌کسی نیست که بترسد از همسایه خود
نیازی نیست یاد بگیرد تقسیم و تقسیم کار را …
همان‌طور که قبلاً اشاره کردم، انسان به‌طور طبیعی دوست دارد کار دیگران را تقلید کند،
به همین دلیل مردم وحشی همه مثل هم رفتار می‌کنند:
این مانع از بهبود شرایط آنها می‌شود،
اگرچه آنها همیشه آرزو دارند:
اما اگر کسی کاملاً عمر خود را در ساخت تیر و کمان بکار ببرد،
در حالی که دیگری غذا تهیه می‌کند،
سومی کلبه می‌سازد،
چهارم لباس می‌دوزد،
و پنجم ظروف،
آنها نه تنها برای یکدیگر مفید هستند، بلکه کار خودشان در همان مقدار زمان پیشرفت می‌کند
در مقایسه با این که همه آنها با دیوانه‌وار همه آن کارها را دنبال کنند…
حقیقت آنچه شما می‌گویید در هیچ چیز چندان مشهود نیست،
همان‌طور که در ساعت‌سازی، که به درجه بالاتری از کمال رسیده است،
من معتقدم اگر همه کارش توسط یک نفر صورت می‌گرفت شدنی نبود
و ساعتهای دیواری و مچی که ما داریم

حاصل شاخه‌های مختلف هنر بوده که یکجا جمع گشته است.
این شعر هفتاد سال قبل از توضیح دقیق این مفاهیم توسط آدام اسمیت، بسیاری از اصول اساسی اندیشهٔ اقتصادی، از جمله تقسیم کار و «دست نامرئی» را ارائه می‌دهد. دو قرن بعد، جان مینارد کینز با استناد به مندویل نشان داد که «هیچ چیز جدیدی نیست … توصیف شر بیکاری به … ناکافی بودن میل به مصرف»، شرایطی که به آن تناقض خست نیز می‌گویند که در تئوری تقاضای مؤثر خودش هم بود.